# Mathew Leckie
Mathew Leckie (Melbourne, 1991. február 4. –) ausztrál válogatott labdarúgó, a Melbourne City csatárja.

## Statisztika

### A válogatottban
| Válogatott | Év       | Pályára lépés | Gól |
| ---------- | -------- | ------------- | --- |
| Ausztrália | 2012     | 1             | 0   |
| Ausztrália | 2013     | 4             | 1   |
| Ausztrália | 2014     | 11            | 0   |
| Ausztrália | 2015     | 12            | 1   |
| Ausztrália | 2016     | 9             | 1   |
| Ausztrália | 2017     | 12            | 3   |
| Ausztrália | 2018     | 10            | 3   |
| Ausztrália | 2019     | 4             | 2   |
| Ausztrália | 2021     | 4             | 2   |
| Ausztrália | 2022     | 10            | 1   |
| Ausztrália | 2023     | 1             | 0   |
| Összesen   | Összesen | 78            | 14  |

#### Góljai a válogatottban
| #  | Időpont              | Helyszín                                               | Ellenfél                | Gólok | Eredmény | Kiírás               |
| -- | -------------------- | ------------------------------------------------------ | ----------------------- | ----- | -------- | -------------------- |
| 1  | 2013. október 15.    | Craven Cottage, London, Anglia                         | Kanada                  | 3–0   | 3–0      | Barátságos mérkőzés  |
| 2  | 2015. szeptember 3.  | Perth Rectangular Stadion, Perth, Ausztrália           | Banglades               | 1–0   | 5–0      | 2018-as VB-selejtező |
| 3  | 2016. június 4.      | Ausztrália Stadion, Sydney, Ausztrália                 | Görögország             | 1–0   | 1–0      | Barátságos mérkőzés  |
| 4  | 2017. március 23.    | Shahid Dastgerdi Stadion, Teherán, Irán                | Irak                    | 1–0   | 1–1      | 2018-as VB-selejtező |
| 5  | 2017. március 28.    | Sydney Football Stadion, Sydney, Ausztrália            | Egyesült Arab Emírségek | 2–0   | 2–0      | 2018-as VB-selejtező |
| 6  | 2017. szeptember 5.  | Melbourne Rectangular Stadion, Melbourne, Ausztrália   | Thaiföld                | 2–1   | 2–1      | 2018-as VB-selejtező |
| 7  | 2018. június 1.      | NV Arena, Sankt Pölten, Ausztria                       | Csehország              | 1–0   | 4–0      | Barátságos mérkőzés  |
| 8  | 2018. június 1.      | NV Arena, Sankt Pölten, Ausztria                       | Csehország              | 3–0   | 4–0      | Barátságos mérkőzés  |
| 9  | 2018. november 20.   | Ausztrália Stadion, Sydney, Ausztrália                 | Libanon                 | 3–0   | 3–0      | Barátságos mérkőzés  |
| 10 | 2019. szeptember 10. | Al Kuwait Sports Club Stadion, Kuvaitváros, Kuvait     | Kuvait                  | 1–0   | 3–0      | 2022-es VB-selejtező |
| 11 | 2019. szeptember 10. | Al Kuwait Sports Club Stadion, Kuvaitváros, Kuvait     | Kuvait                  | 2–0   | 3–0      | 2022-es VB-selejtező |
| 12 | 2021. június 3.      | Jaber Al-Ahmad Nemzetközi Stadion, Kuvaitváros, Kuvait | Kuvait                  | 1–0   | 3–0      | 2022-es VB-selejtező |
| 13 | 2021. június 11.     | Jaber Al-Ahmad Nemzetközi Stadion, Kuvaitváros, Kuvait | Nepál                   | 1–0   | 3–0      | 2022-es VB-selejtező |
| 14 | 2022. november 30.   | El-Dzsanúb Stadion, Al-Vakra, Katar                    | Dánia                   | 1–0   | 1–0      | 2022-es VB           |

## Sikerei, díjai
Ingolstadt
- 2. Bundesliga
  - Feljutó (1): 2014–15

Ausztrál válogatott
- Ázsia-kupa
  - Győztes (1): 2015